# Pixie (Éternelle)
Pour les articles homonymes, voir Pixie (homonymie).
Pixie est une super-héroïne appartenant à l'univers de Marvel Comics. Elle est apparue pour la première fois dans Marvel: The Lost Generation #12 (publié chronologiquement en premier car la numérotation était décroissante).

## Biographie fictive
Pixie est une Éternelle membre de First Line ; elle a souvent été associée à Oxbow, un archer qui faisait partie de la même équipe. Elle a été active en tant que super-héroïne depuis les années 1950 jusqu'à une période récente. Elle fut l'une des rares survivantes après l'explosion d'un vaisseau Skrull.
D'après Civil War: Battle Damage Report, Pixie est considérée comme une recrue potentielle par le Projet Initiative.

## Pouvoirs
Pixie utilise une poudre (pixie dust) qui transforme les gens en pierre. Elle possède en outre les caractéristiques classiques des Éternels : pouvoir de voler, longévité accrue, force et endurance surhumaines.